# Маклин, Малком
Малком Перселл Маклин (англ. Malcom Purcell McLean, [məˈkleɪn]; 14 ноября 1913, Макстон, Северная Каролина, США — 25 мая 2001, Нью-Йорк) — американский предприниматель, осуществивший революцию в международной торговле путём внедрения контейнерных перевозок. Международный зал морской славы объявил Малкома Маклина «Человеком столетия». В день его похорон подали сигнал контейнерные суда всего мира.

## Контейнерные перевозки
Ещё в первой половине XX века доставка товаров по миру была серьёзной проблемой: грузчики вручную грузили их в мешки, ящики и бочки и поднимали на борт корабля. Такая транспортировка была очень долгой, дорогой и опасной для груза - его легко могли украсть или повредить при погрузке. Лишь половину времени суда находились в пути, остальную половину - в порту в стадии загрузки или разгрузки, не принося прибыль. По этой причине импортные товары стоили очень дорого.
Однажды, приехав в морской порт на разгрузку, Малком Маклин, водитель грузовика, сутки простоял в очереди, ожидая разгрузки и наблюдая за работой дюжины матросов и грузчиков. Тогда ему в голову пришла простая мысль: загружать корабль не коробками, а целыми грузовиками с коробками. Это бы сэкономило много времени, денег и сил.
Ему понадобилось 20 лет, чтобы накопить денег и купить танкер времён Второй мировой войны - IDEAL X, на котором он и протестировал свою идею. И в 1956 году произошло событие, определившее мировую глобализацию. Судно с 58 контейнерами отправилось из Ньюарка в Хьюстон. По прибытии контейнеры были перегружены в грузовики и доставлены получателям.
Если раньше погрузка товаров стоила 6$ за тонну, то теперь она стала стоить 0,16$. Малком Маклин добился снижения стоимости загрузки в 37 раз. Профсоюзы были в ярости. Грузчики, сотни лет зарабатывавшие деньги путём загрузки товаров на судно, были заменены на краны и контейнеры.